# Heriades occidentalis
Heriades occidentalis är en biart som beskrevs av Michener 1938. Heriades occidentalis ingår i släktet väggbin, och familjen buksamlarbin. Inga underarter finns listade i Catalogue of Life.